# Làng Murtazaabad

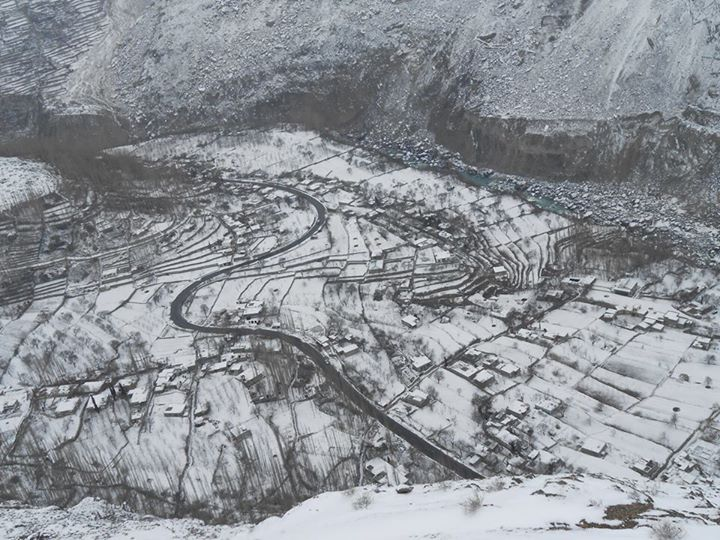
Làng Murtazaabad vào mùa đông sau khi tuyết rơi

Murtazaabad (tiếng Urdu: مرتضى آباد ) là ngôi làng đầu tiên của vùng trung tâm thung lũng Hunza tại Gilgit-Baltistan, Pakistan. Ngôi làng này ở dọc theo sông Hunza.

## Vị trí địa lí
Murtazaabad (tên cũ là Neray das) nằm ở gần hai ngôi làng nhỏ khác (phía đông là làng Hasanabad và phía tây là làng Nasirabad. Sông phía nam là sông Hunza, phía bắc là có những ngọn núi nhỏ. Chất đất ở đây thì phì nhiêu, 40% khu vực này được sử dụng làm nông nghiệp, khoảng 35% còn lại thì là rừng, phần còn lại của khu vực là núi.
Dựa vào những sự khác nhau về điều kiện chung thì nơi đây được chia làm 2 khu vực. Là Murtazaabad Paien (KhaKhan) và Murtazaabad Bala (Dal Khan). Cả hai khu vực này thì sử dụng nước ở hai hồ nước nhỏ có mối liên quan trực tiếp đến Hasanabad Nala.
Ở vùng lân cận về phía bắc có thị trấn Aliabad, Hunza, điều đó tạo nên một sự thuận lợi trong việc buôn bán và trao đổi hàng hóa.

## Dân số và ngôn ngữ
Hầu hết 100% cư dân ở đâu đều nói tiếng Burushaski và chia ra làm 2 nhóm là người hồi giáo Shia Ismailies (Aga Khani Ismaili) and Shia Isna-e-asree (Twelvers). Hiện tại có khoảng 3000 người sinh sống ở đây, có 5 trường học, 1 madrasa (là một từ tiếng A-rập, chỉ bất kỳ loại hình tổ chức giáo dục, cho dù thế tục hay tôn giáo) và 2 thư viện công cộng. Phần lớn nhiều người làm việc trong các cơ quan chính phủ, phần nhiều còn lại thì làm nông nghiệp; táo và cherries của vùng này rất nổi tiếng. Trong làng, cách mọi người đều cư xử với nhau mang tính bộ lạc (tiếng Anh: Tribalism).

## Hệ thống chính phủ
Làng Murtazaabad có bốn hội đồng tất cả, 3 cái dành cho đàn ông, còn 1 cái còn lại là dành cho phụ nữ. Tất cả các thành viên của hội đồng đều được tuyển chọn thông qua hình thức bầu cử.